# Talayot

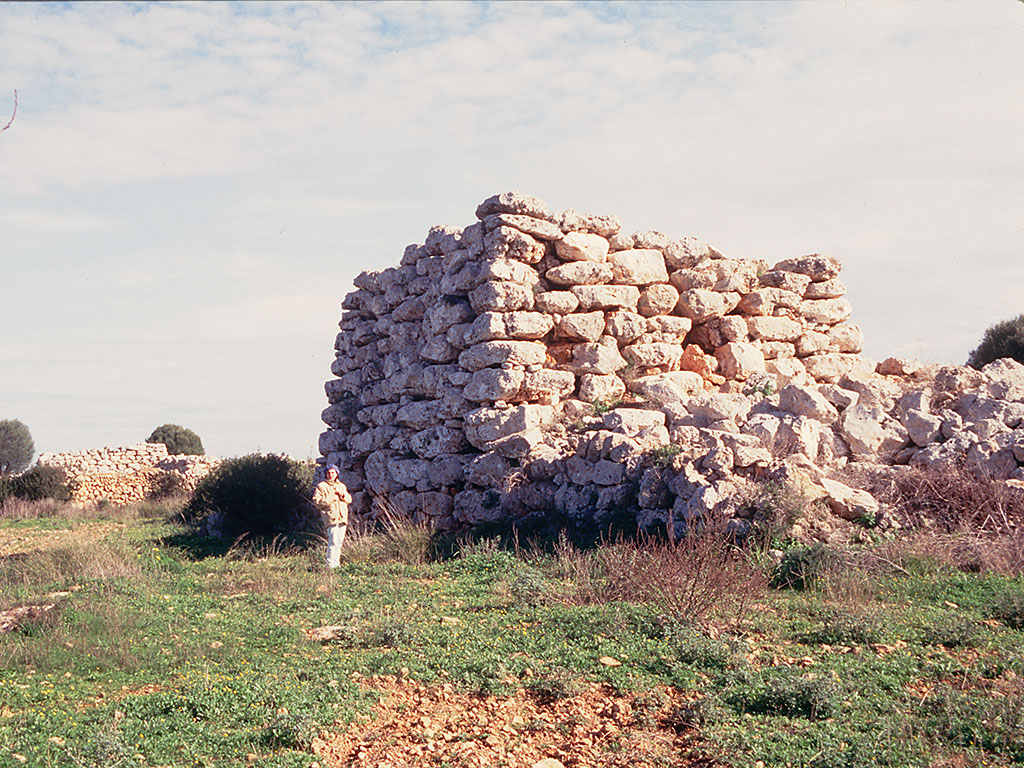
Talayot cuadrado

Un talayot (del catalán talaiot ‘atalaya pequeña’) es una construcción turriforme prehistórica de las islas Gimnesias (Menorca y Mallorca). Al ser el monumento prehistórico más abundante en las dos islas, dio nombre a una de las etapas más estudiadas de la prehistoria balear: la cultura talayótica.
El primer autor que se ocupó de estas estructuras fue Juan Ramis, en 1818, en su obra Antigüedades célticas de la isla de Menorca, que es el primer libro en castellano íntegramente dedicado a la prehistoria.  

## Características

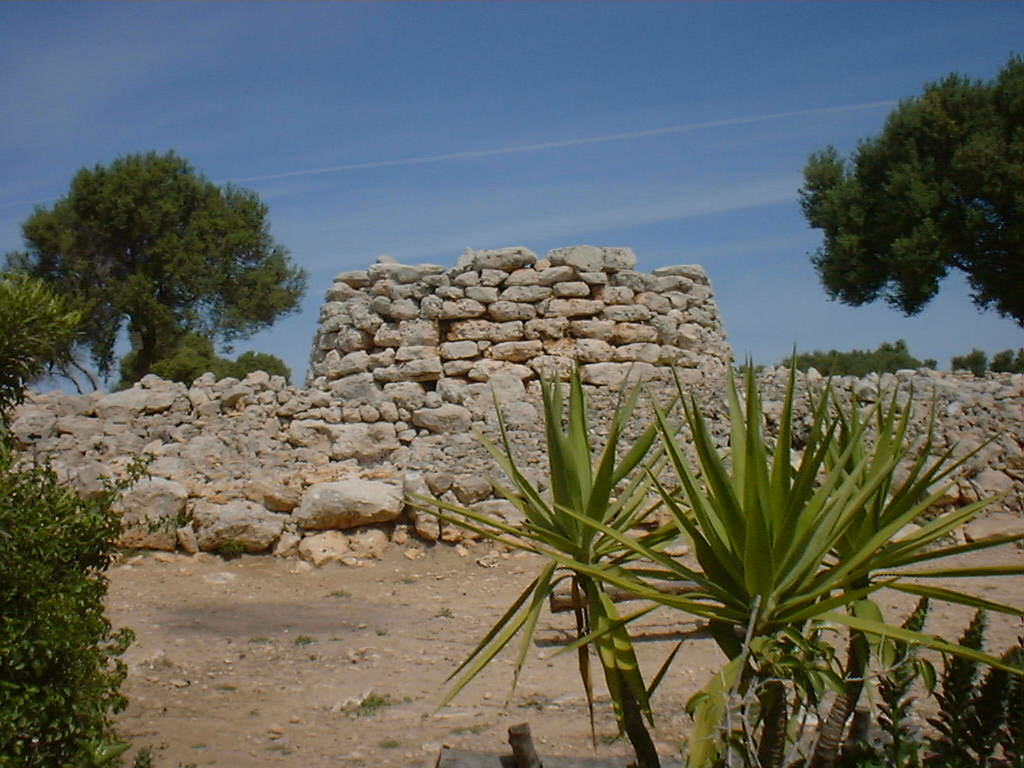
Talayot circular en Mallorca

El nombre «talayot» proviene del catalán talaiot y este del árabe hispano ṭaláya, ‘atalaya’, pues, tanto por su forma como por su ubicación, estos monumentos parecen torres de vigilancia o defensivas. Su técnica constructiva, a base de grandes piedras encajadas «en seco», sin cemento ni argamasa, se denomina en la actualidad «técnica ciclópea», en alusión a las construcciones micénicas de la Antigua Grecia. Este término debe distinguirse del término «megalítico», que caracteriza las obras de las diversas culturas constructoras de dólmenes.

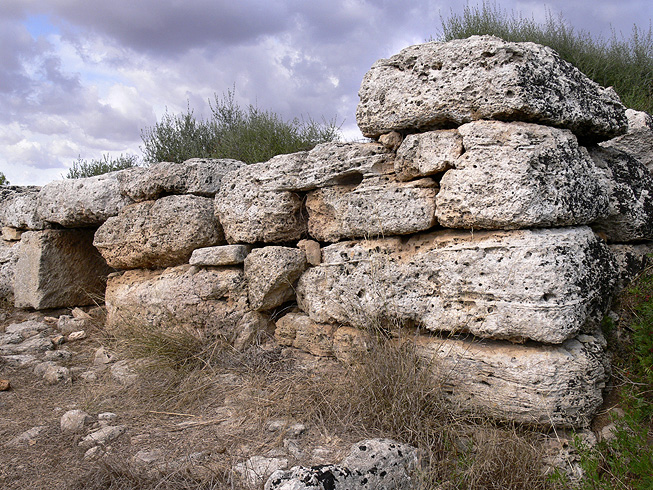
Talayot en Son Serra (Mallorca)

En la isla de Mallorca, la mayoría de los talayots pertenecen a dos tipos claramente caracterizados: los talayots circulares y los talayots cuadrados. Los primeros son los más abundantes, son de planta circular, sus medidas oscilan entre los ocho y los diecisiete metros de diámetro, y suelen estar orientados hacia otros monumentos. Los talayots cuadrados son de planta más o menos cuadrada, casi siempre con dos de sus paredes orientadas hacia los solsticios o a sus equivalentes lunares, y cuyas medidas son más estrictas, casi siempre entre los diez y once metros de lado. Su ubicación espacial también los caracteriza: mientras que los talayots circulares pueden encontrarse en poblados, aislados, o en centros ceremoniales, los talayots cuadrados se encuentran prácticamente siempre integrados en centros ceremoniales. Tanto los talayots circulares como los cuadrados tienen una sola entrada, un corredor que atraviesa los gruesos muros (de hasta cuatro metros de grosor), y una cámara interior provista de una columna central.

## Cronología
Hay un amplio debate entre los investigadores sobre la cronología de estos edificios. A continuación se enumeran las diferentes propuestas.
Lluís Plantalamor siguiendo en parte el esquema cronológico de G. Rosselló-Bordoy plantea que los primeros talayots (con fuertes influencias procedentes de Cerdeña donde se encuentran los nuragas) se construyeron hacia el 1500 a. C. Este tipo de construcciones iría evolucionando, cambiando de forma y seguramente, de función.
Una segunda propuesta es la desarrollada por el grupo de investigadores de la Universidad Autónoma de Barcelona. Estos autores consideran que las primeras manifestaciones talayóticas se producen hacia el 1000 aC, de forma contemporánea a los últimos naviformes.
La siguiente propuesta llega desde la Universidad de las Islas Baleares, donde V. M. Guerrero, M. Calvo y B. Salvà, defienden que la cultura talayótica es una sociedad de la Edad del Hierro y que el inicio de la construcción de los talayots se inicia a partir del siglo IX-VIII a. C.

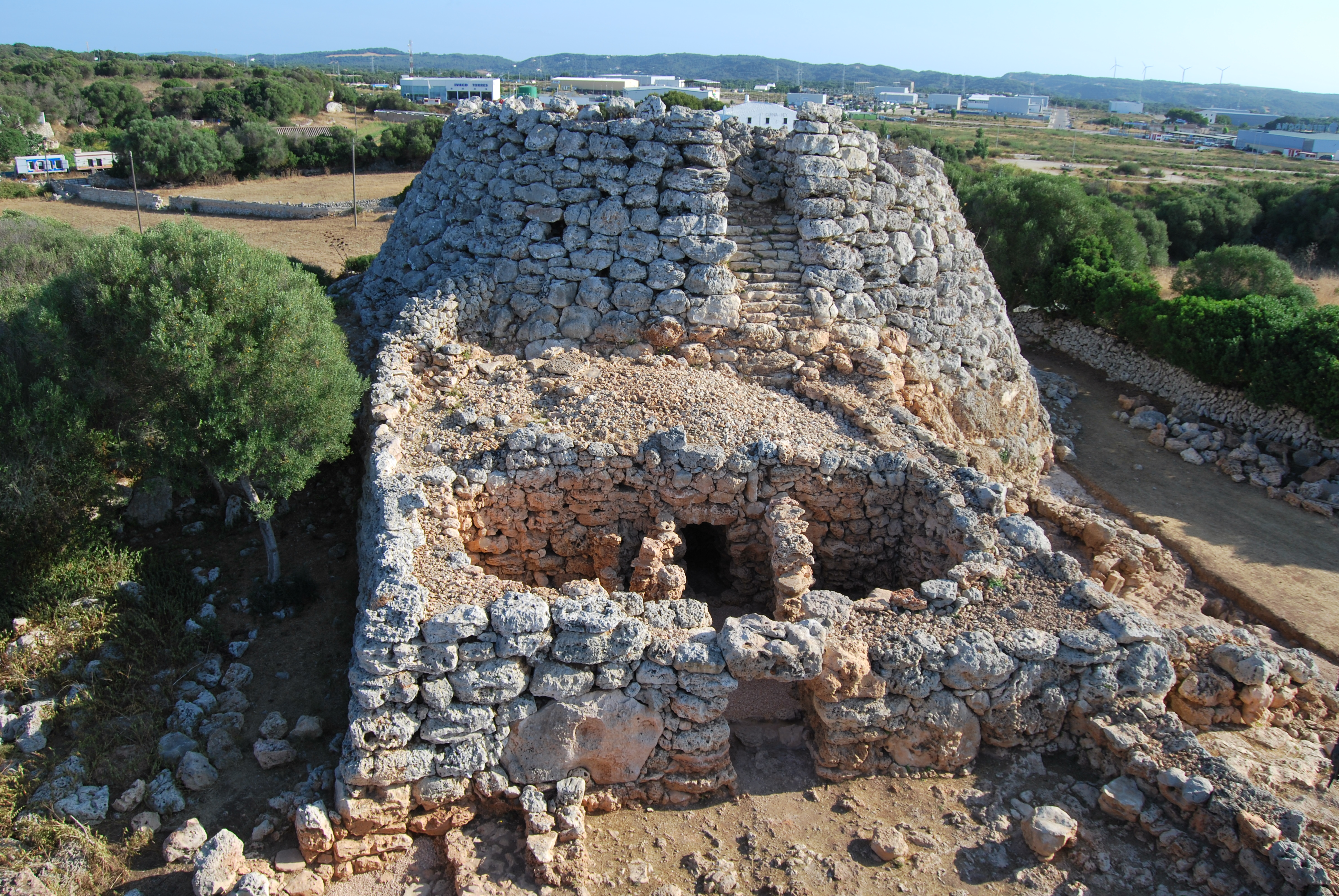
Talayot oeste de Cornia Nou (Menorca) visto desde el sur.

Recientemente a raíz de los trabajos arqueológicos en el yacimiento menorquín de Cornia Nou (Mahón) han salido a la luz unas dataciones radiocarbónicas muy interesantes para situar cronológicamente la construcción del gran talayot oeste. Estas dataciones, hechas a partir de materiales documentados en el edificio 1, muestran como este, adosado al gran talayot, fue construido entre el 1100 y el 900 aC y que por lo tanto el talayot tiene que ser anterior a este edificio. Esta datación situaría la construcción de este talayot en un periodo donde aún predominan los naviformes, aunque sería prudente esperar a otras excavaciones para ver si se trata de un hecho aislado o a un factor que se repite a lo largo del territorio.

## Los talayots menorquines

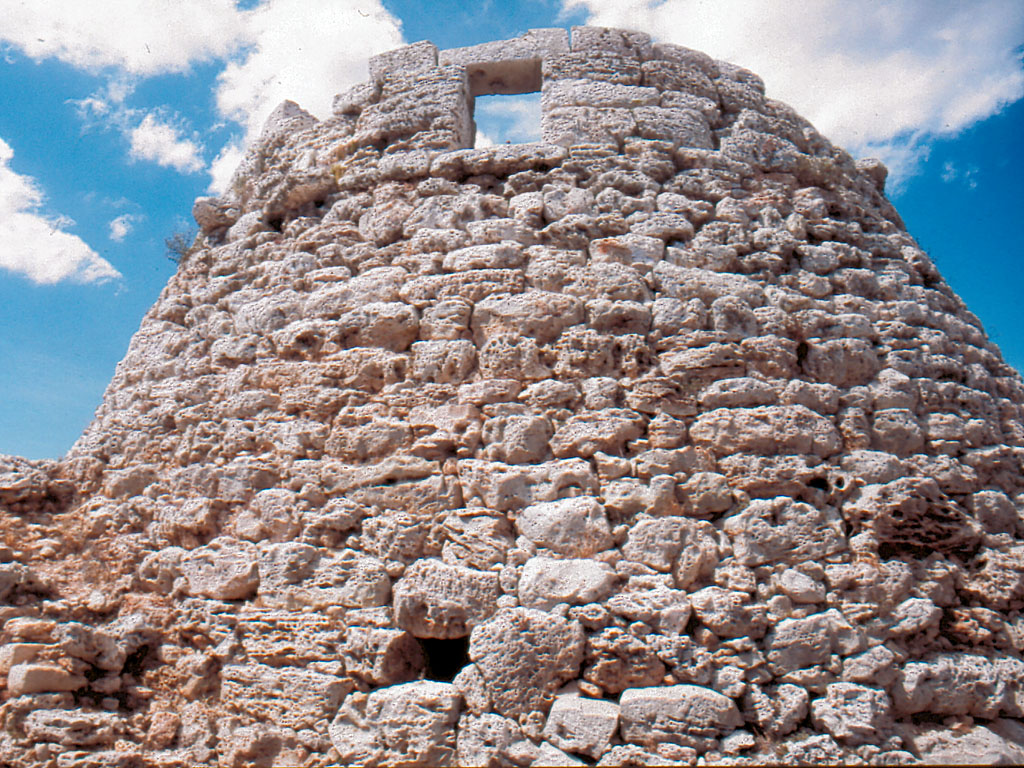
Talayot de Torellonet Vell (Menorca).

El monumento más numeroso en la isla de Menorca es el talayot, con más de 300 ejemplares. A pesar de estas cifras, son pocos los que han sido excavados, por lo que es el monumento menos conocido de la prehistoria menorquina. Las pocas excavaciones arqueológicas realizadas en  talayots siguiendo una metodología actual son las de Cornia Nou, que han aportado datos muy interesantes referentes a la cronología y función de estos edificios, Biniparratx Petit, Trebalúger, Torelló y Binicalaf.

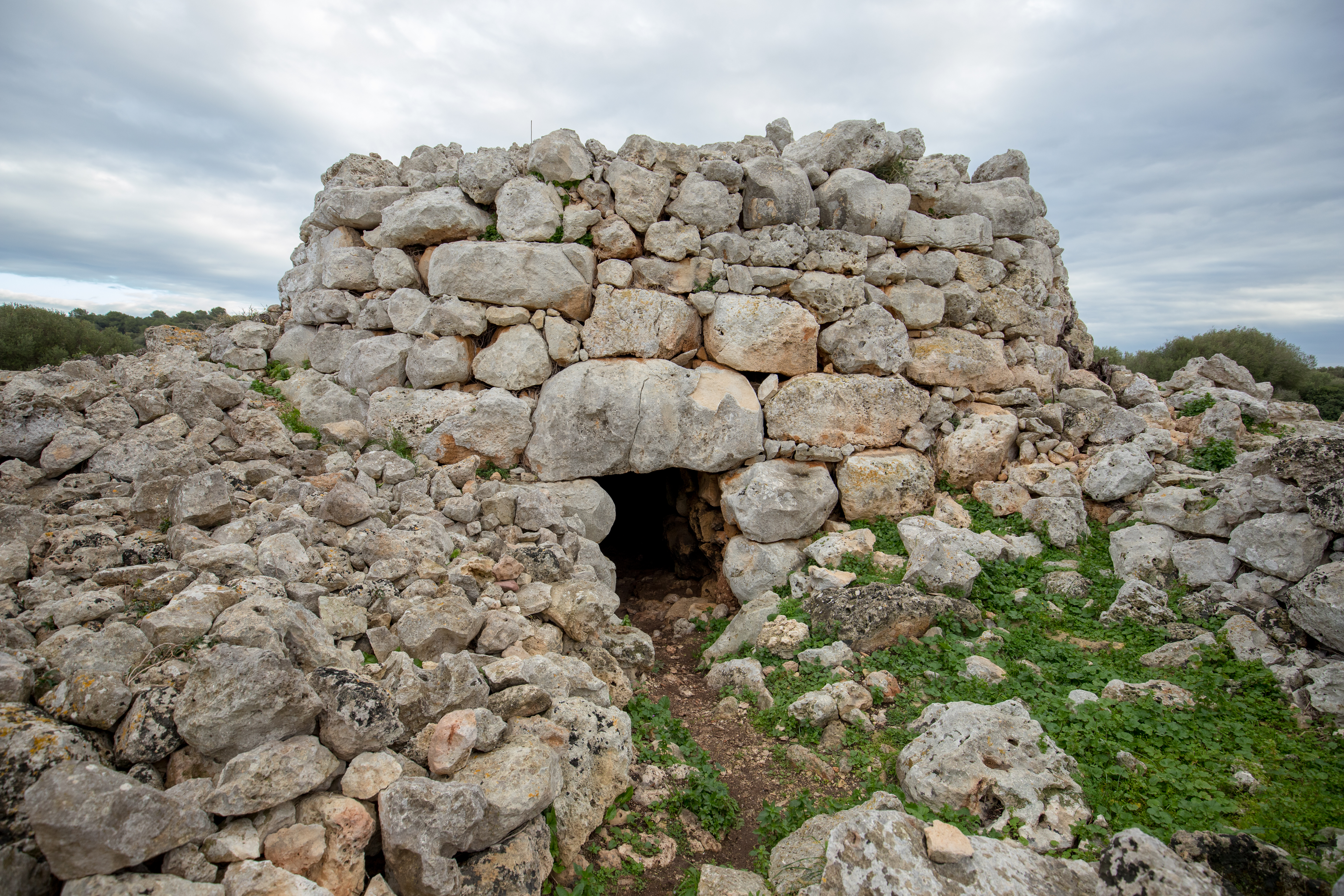
Talayot de Sant Agustí (San Cristóbal, Menorca)

Parece que se trata, generalmente, de un edificio de estructura troncocónica construido a partir de anillos concéntricos de piedras muy grandes rellenadas entre sí con piedras de menor tamaño. Aunque nos encontremos con estas características comunes, la gran diversidad tipológica y la falta de excavaciones hace imposible establecer la tipología y funcionalidad de las diferentes estructuras denominadas talayot.

### Tipología de los talayots menorquines[8]
- Talayots con corredor circular: Montefí
- Talayots con pasillo central: Talayot este de Cornia.
- Talayots con escalera monumental: Talayot oeste de Cornia, Trepucó, talayot norte de Montefí
- Talayots con escaleras que conectan el suelo con el piso superior: Cornia.

## Menorca Talayótica Patrimonio de la Humanidad
Menorca Talayótica es un bien inscrito en la Lista del Patrimonio Mundial de la UNESCO en 2023. Se trata de un conjunto de yacimientos arqueológicos que testimonian una cultura prehistórica insular excepcional, caracterizada por una arquitectura ciclópea única. La isla conserva monumentos exclusivos como las navetas funerarias, las casas circulares, los santuarios de taula y los talayots, que se mantienen en plena armonía con el paisaje menorquín y su relación con el firmamento.
Menorca cuenta con uno de los paisajes arqueológicos más ricos del mundo, modelado por generaciones que han preservado el legado talayótico. Tiene la mayor densidad de yacimientos prehistóricos por superficie en una isla y es un símbolo de su identidad insular.
Esta zona se divide en nueve áreas que cubren yacimientos y paisajes asociados, con una cronología que va desde la aparición de las construcciones ciclópeas alrededor del 1600 a. C. hasta la romanización en el 123 a. C. El valor excepcional de sus monumentos y paisajes llevó a su inscripción en la Lista del Patrimonio Mundial de la UNESCO en 2023.